# منطقة ميرتسيش - فادرن
مِنْطَقَة مِيرتسِيش - ڤَادرنٌ (بالألمانية: Landkreis Merzig-Wadern) هي دائِرَة أَلمانِيَّة في وِلاَية سَارلَانْد في جُمهُوريَّة أَلمَانيَا الاِتّحاديّة. تضُمّ مِنطَقَة ميرتسيش ڤادرن مدِينتينِ، وخَمس بلَدات. بمِساحة تُقَدَّر بحَوالَي 555 كم².

## التّقسِيمات الإِدارِيّة
تضُمّ مِنطَقَة ميرتسيش - ڤادرن مدِينتينِ، وخَمس بلَدات. وهي كالتَّالي:

## صُور

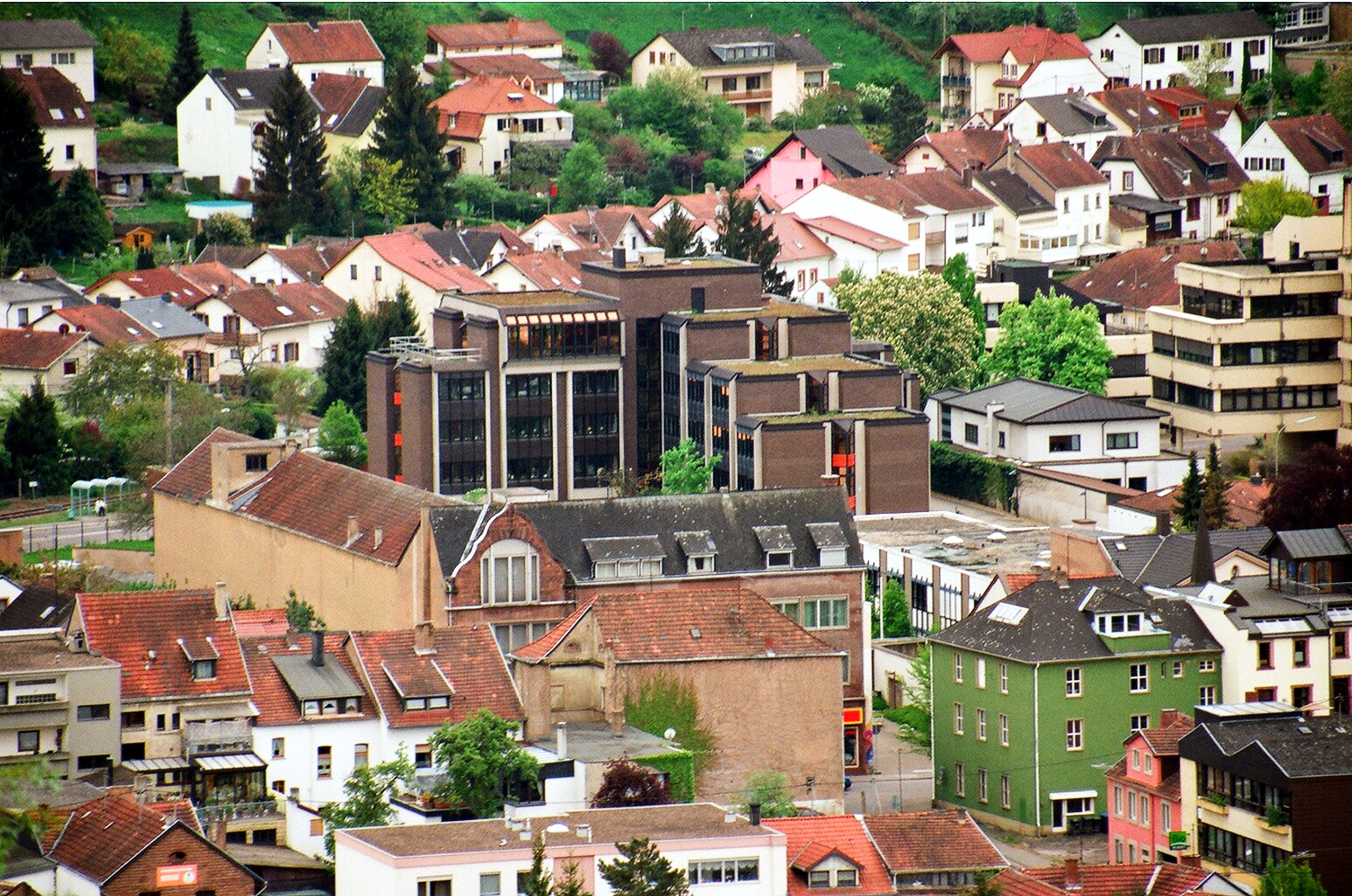
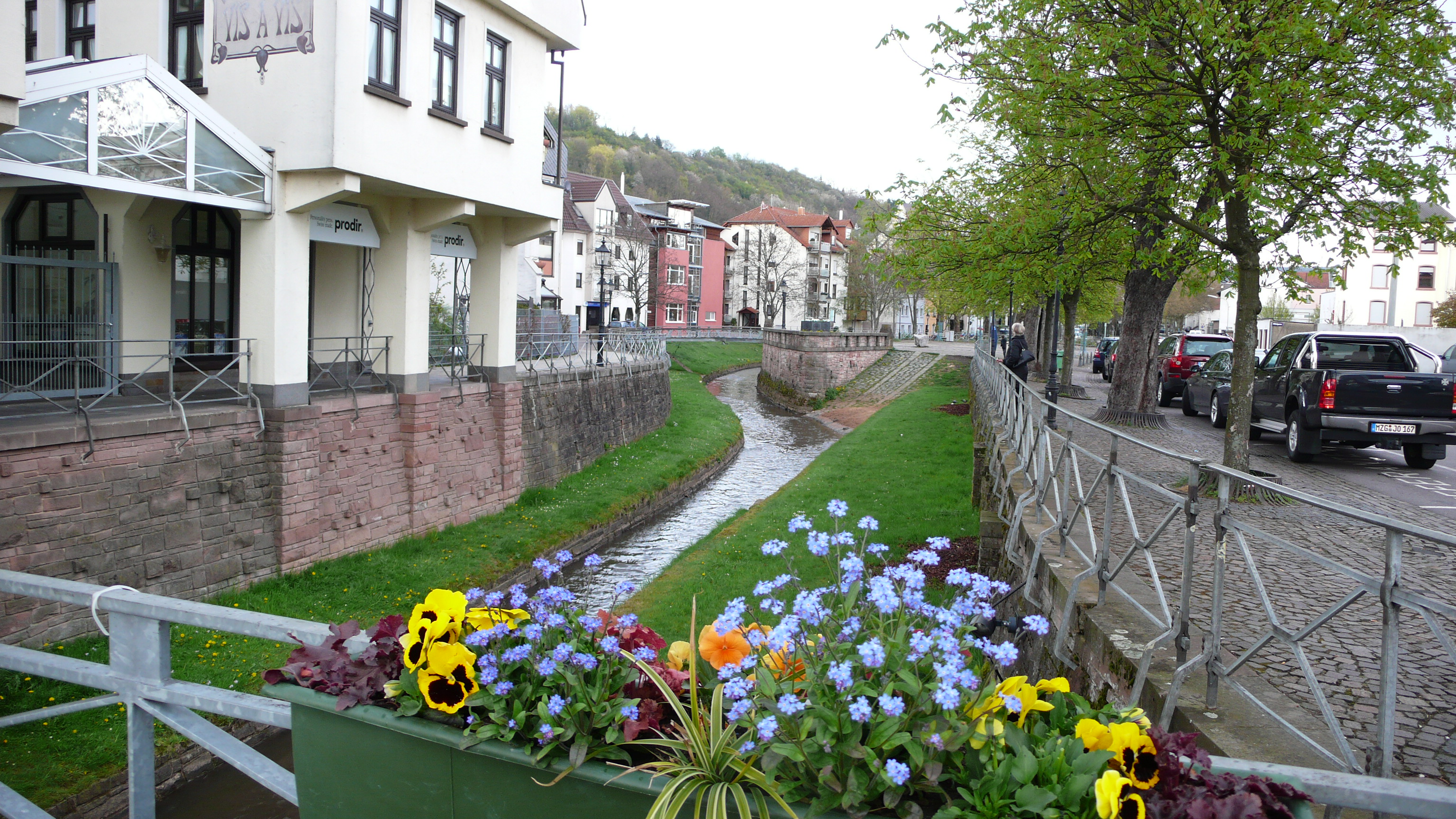
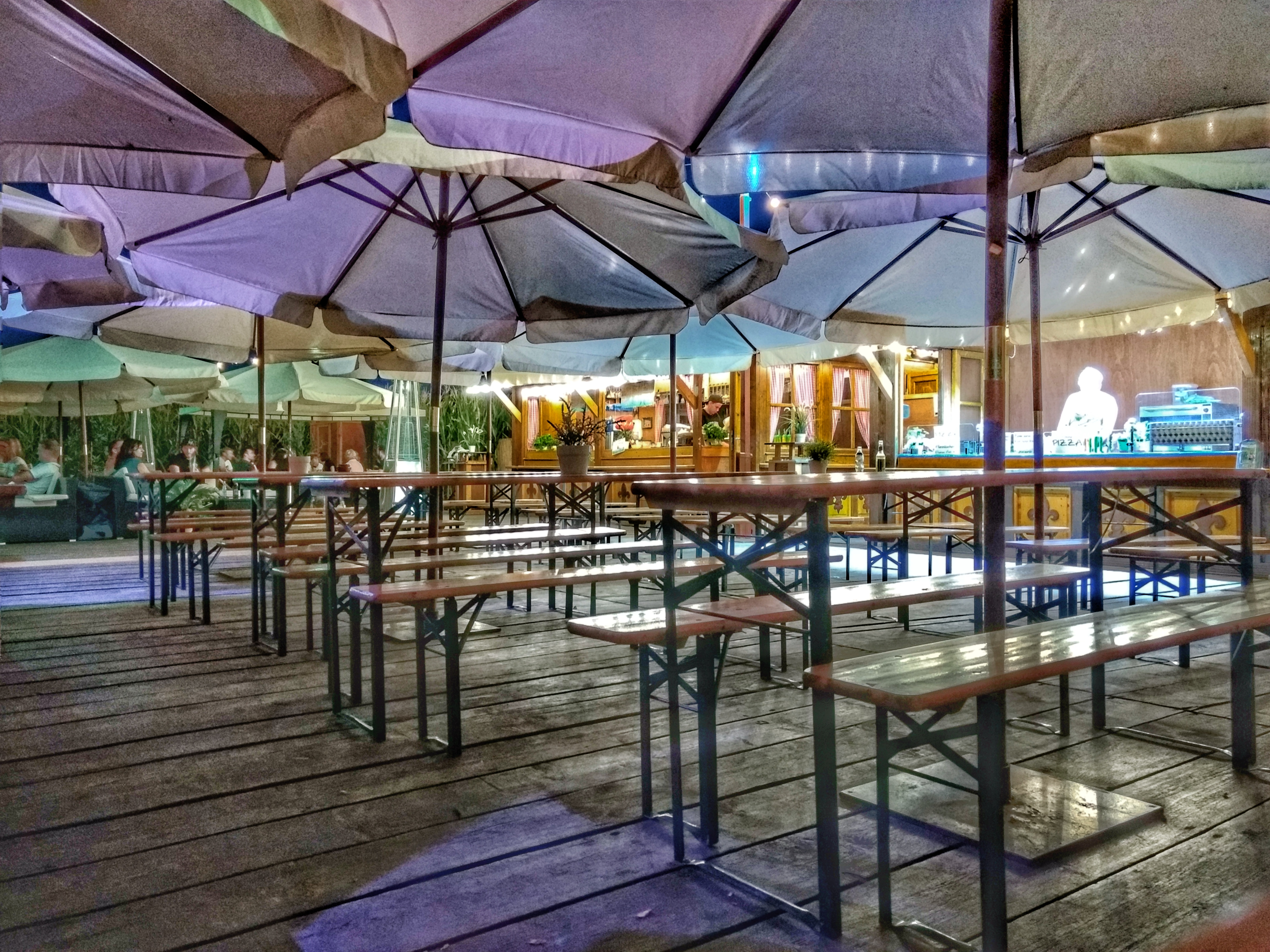
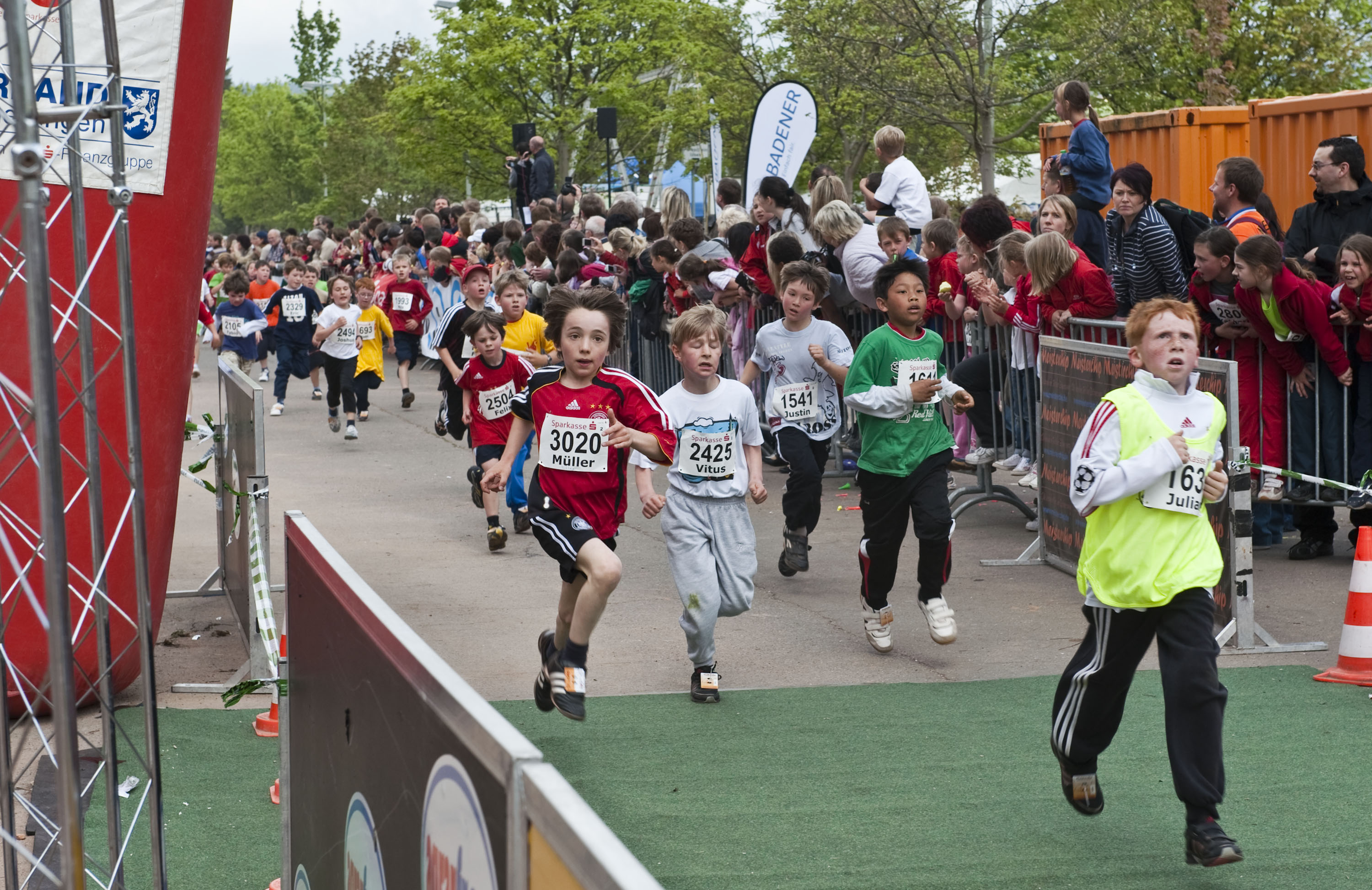

### المُدُن
| اِسم المدِينة   | ٱلِٱسم بالأَلمانِيَّة | عَدد السُكَّان | المِساحَة (كم²) |
| ------------- | ---------------- | ---------- | ------------- |
| مدِينة ميرتسيش | Stadt Merzig     | 29٬937     | 109           |
| مدِينة ڤادرن   | Stadt Wadern     | 15٬809     | 111           |

### البلدَات
| اِسم البلدَة          | ٱلِٱسم بالأَلمانِيَّة        | عَدد السُكَّان | المِساحَة (كم²) |
| ------------------- | ----------------------- | ---------- | ------------- |
| بَلْدَة بيكينكن        | Gemeinde Beckingen      | 15٬145     | 52            |
| بَلْدَة لوسهايم آم زيه | Gemeinde Losheim am See | 16٬023     | 97            |
| بَلْدَة ميتلاخ         | Gemeinde Mettlach       | 12٬209     | 79            |
| بَلْدَة بيرل           | Gemeinde Perl           | 8٬472      | 75            |
| بَلْدَة ڤايسكيرشِن      | Gemeinde Weiskirchen    | 6٬437      | 34            |

## مَراجع
1. ↑  Chef der Staatskanzlei, ed. (24. Dezember 1973), Gesetz Nr. 986 zur Neugliederung der Gemeinden und Landkreise des Saarlandes (بالألمانية), Saarbrücken, vol. 1973, p. 857, QID:Q480430 {{استشهاد}}: تحقق من التاريخ في: |publication-date= (help) and الوسيط |at= and |pages= تكرر أكثر من مرة (help)
2. 1 2 3  GeoNames (بالإنجليزية), 2005, QID:Q830106
3. 1 2   https://www.destatis.de/DE/Themen/Laender-Regionen/Regionales/Gemeindeverzeichnis/Administrativ/04-kreise.html. {{استشهاد ويب}}: |url= بحاجة لعنوان (مساعدة) والوسيط |title= غير موجود أو فارغ (من ويكي بيانات) (مساعدة)
4. ↑  GeoNames (بالإنجليزية), 2005, QID:Q830106

## وُصلات خارجيّة
- الصّفحة الرّسميّة لِمِنطَقَة مِيرتسِيش - ڤَادرنٌ (باللُّغَةُ الألمانِيّة).